# Lars Wieslander
Lars Eric Ivar Wieslander, född 13 november 1950 i Norrköpings Sankt Johannes församling i Östergötlands län, är en svensk molekylärbiolog.
Wieslander disputerade 1980 vid Karolinska Institutet och är professor i molekylär genomforskning vid Stockholms universitet. 2010 invaldes han som ledamot av Kungliga Vetenskapsakademien.
Lars Wieslander är son till Bengt Wieslander och Carin Silfvander samt brorson till Hans och sonson till Ivar Wieslander.